# Brandão
Evaeverson Lemos da Silva (São Paulo, 16 juni 1980) - alias Brandão - is een Braziliaanse voetbalspeler die als aanvaller speelt. Hij verruilde in juli 2014 AS Saint-Étienne voor SC Bastia.

## Incidenten
Brandão maakte op 16 augustus 2014 tijdens een wedstrijd met SC Bastia tegen Paris Saint-Germain een overtreding waarmee hij een ruggenwervel van Gregory van der Wiel brak. Na de wedstrijd brak hij met een kopstoot ook de neus van Thiago Motta. Voor de kopstoot kreeg Brandão door een Franse rechter een gevangenisstraf van één maand opgelegd, alsmede een boete van 20.000 euro.

## Erelijst
Sjachtar Donetsk
- Kampioen Vysjtsja Liha

2004/05, 2005/06, 2007/08
- Beker van Oekraïne

2003/04, 2007/08
- Oekraïense supercup

2005, 2008
 Marseille
- Kampioen Ligue 1

2009/10
- Coupe de la Ligue

2009/10, 2011/12
 AS Saint-Étienne
- Coupe de la Ligue

2012/13
2 Diallo ·
3 Benhaïm ·
5 Squillaci ·
8 Danic ·
9 Raspentino ·
10 Houri ·
11 Brandão ·
12 Keita ·
13 Koné ·
14 Mostefa ·
15 Oniangué ·
16 Leca ·
17 Peybernes ·
18 Cahuzac  ·
19 Ngando ·
23 Djiku ·
24 Jebbour ·
28 Marange ·
29 Cioni ·
30 Vincensini ·
33 Coulibaly ·
Coach: Printant